# Kanton La Gacilly
La Gacilly is een voormalig kanton van het Franse departement Morbihan. Het kanton maakte deel uit van het arrondissement Vannes. Het kanton werd op 22 maart 2015 opgeheven bij toepassing van het decreet van 21 februari 2014. De gemeenten werden opgenomen in het kanton Guer.

## Gemeenten
Het kanton La Gacilly omvatte de volgende gemeenten:
- Carentoir
- La Chapelle-Gaceline
- Cournon
- Les Fougerêts
- La Gacilly (hoofdplaats)
- Glénac
- Quelneuc
- Saint-Martin-sur-Oust
- Tréal